# Jeremiah Crabb
Jeremiah Crabb (* 1760 im Frederick County, Province of Maryland; † 19. Februar 1800 in Derwood, Maryland) war ein englisch-amerikanischer Politiker. In den Jahren 1795 und 1796 vertrat er den Bundesstaat Maryland im US-Repräsentantenhaus.

## Werdegang
Jeremiah Crabb diente während des Unabhängigkeitskrieges als Leutnant und später als Oberleutnant in der Kontinentalarmee. Am 1. April 1778 musste er aus gesundheitlichen Gründen den Militärdienst quittieren. Damit musste er den Entbehrungen im vorhergegangenen harten Winter in Valley Forge Tribut zollen. Später wurde Crabb ein Großgrundbesitzer im Montgomery County. Er war im Jahr 1794 als General der Miliz an der Niederschlagung der Whiskey-Rebellion in Pennsylvania beteiligt. Politisch schloss er sich der von Alexander Hamilton gegründeten Föderalistischen Partei an.
Bei den Kongresswahlen des Jahres 1794 wurde Crabb im dritten Wahlbezirk von Maryland in das damals noch in Philadelphia tagende US-Repräsentantenhaus gewählt, wo er am 4. März 1795 die Nachfolge von Benjamin Edwards antrat. Dieses Mandat konnte er bis zu seinem Rücktritt am 1. Juni 1796 ausüben. Danach kehrte er auf sein Anwesen nahe Rockville zurück. Er starb am 19. Februar 1800 in Derwood, wo er auch beigesetzt wurde.